# Wilt Chamberlain
Wilton Norman „Wilt“ Chamberlain (* 21. August 1936 in Philadelphia, Pennsylvania; † 12. Oktober 1999 in Los Angeles, Kalifornien) war ein US-amerikanischer Basketballspieler und einer der offensivstärksten Spieler in der Geschichte der NBA. Trotz seiner 2,16 m Körpergröße zeichnete er sich durch eine hohe Beweglichkeit, Schnelligkeit und vor allem Kraft aus. Chamberlain war den Gegenspielern seiner Zeit weit überlegen und wird zu den dominantesten Spielern in der Geschichte der NBA gezählt.
Chamberlain hält den Rekord für die höchste in einem NBA-Spiel erzielte Punktzahl mit 100 Punkten (am 2. März 1962 für die Philadelphia Warriors gegen die New York Knicks). Neben Michael Jordan ist er der einzige Spieler der NBA, der in seiner gesamten aktiven Zeit im Schnitt mehr als 30 Punkte pro Spiel erzielte (30,07 PPG).
Am 1. März 1972 erzielte er für die Los Angeles Lakers seinen 30.000. NBA-Punkt. Bis zu seinem Karriereende 1973 stand er in der ewigen Bestenliste mit 31.419 Punkten auf dem ersten Platz, bis Kareem Abdul-Jabbar ihn in der Saison 1982/83 überholte. Am 14. April 2023 belegte er in der Liste hinter Lebron James (38.652 Punkte), Abdul-Jabbar (38.387 Punkte), Karl Malone (36.928 Punkte), Kobe Bryant (33.643 Punkte), Michael Jordan (32.292 Punkte) und Dirk Nowitzki (31.560 Punkte) den 7. Platz.

## Sportliche Laufbahn

### Highschool
Bereits während seiner Highschool-Zeit (1952–1955) war Chamberlains außergewöhnliches Talent erkennbar. An der Overbrook Highschool in Philadelphia brach Chamberlain reihenweise Rekorde. Während eines Highschoolspiels – wobei nur 32 Minuten gespielt werden – erzielte er 90 Punkte, davon über 60 in einem 12-minütigen Lauf. In seinem letzten Jahr hatte er einen Punkteschnitt von 44,5 pro Spiel. Overbrook gewann dank ihm dreimal die „Public School Championship“ sowie zwei Stadtmeisterschaften in Philadelphia. Chamberlain beendete seine Highschoolkarriere als landesweiter Scoring-Rekordhalter mit 2206 Punkten.
NBA-Teams bemühten sich, ihn auf ein College in ihrer Nähe zu locken, da die damaligen Draftregeln den so genannten „Territorial pick“ kannten. Danach hätte ein in derselben Stadt wie das College beheimatetes Profiteam ein Vorrecht auf Chamberlain gehabt. Allerdings ging Chamberlain auf die University of Kansas, in deren Nähe es kein Profiteam gab. Daher wählte ihn Eddie Gottlieb, Besitzer der Philadelphia Warriors, als „territorial pick“ in der Draft von 1955, mit der Begründung, Chamberlain sei bereits zu Highschool-Zeiten in Philadelphia ein Star gewesen.

### College
An der University of Kansas durfte Chamberlain aufgrund der NCAA-Regeln im ersten Jahr nicht in der Mannschaft spielen. Mit der „Junior varsity“ genannten Auswahl der Freshmen spielte er gegen die „echte“ Mannschaft der Kansas Jayhawks und machte nach eigenen Angaben „etwa 40 Punkte, 30 Rebounds und 15 Blocks“ in einem 81:71-Sieg der Freshmen. In der darauffolgenden Saison 1956/57 gab Chamberlain sein Debüt für die Jayhawks. Gleich in seinem ersten Spiel erzielte er 52 Punkte, den bis heute ungebrochenen Rekord bei den Jayhawks. Von da an verteidigten die gegnerischen Teams härter, die 50-Punkte-Marke erreichte er bei Kansas nicht mehr. Trotzdem führte er die Mannschaft 1957 ins Finale der NCAA Division I Basketball Championship, wo Kansas erst nach der dritten Verlängerung gegen die University of North Carolina 53:54 unterlag. Anschließend wurde er zum Most Outstanding Player gewählt.
In den zwei Jahren bei Kansas hatte Chamberlain einen Durchschnitt von 29,9 Punkten und 18,3 Rebounds pro Spiel. Neben Basketball nahm er auch an Wettbewerben in der Leichtathletik teil. So lag seine persönliche Bestleistung im Hochsprung bei 1,98 m. Beim Kugelstoßen betrug sein Rekord 17,07 m (der Sieger des Kugelstoßwettbewerbes bei Olympia 1956 stieß 18,57 m), und den 100-Yards-Sprint lief er in 10,9 Sekunden. Mit den Jayhawks konnte der Finaleinzug des Vorjahres nicht wiederholt werden. Chamberlain entschied sich, auf sein letztes Studienjahr zu verzichten und wurde 1958 Profispieler. Da er aber nicht vor 1959 in die NBA durfte, unterschrieb er einen Einjahresvertrag bei den Harlem Globetrotters.

### NBA
Schließlich wechselte Chamberlain 1959 in die NBA zu den Philadelphia Warriors. Chamberlains Karrierestart hätte furioser nicht sein können: In seinem ersten Spiel erzielte er 43 Punkte und holte 28 Rebounds. Er überbot den damaligen Punkterekord von 2105 Punkten (Bob Pettit, 1958/59) deutlich mit 2707 Punkten, ebenso wie den Reboundrekord von 1612 (Bill Russell, 1958/59) mit 1941 Rebounds. Er wurde folgerichtig sowohl zum Rookie of the Year als auch zum MVP gewählt. Er war der erste Rookie in der NBA-Geschichte, der die Auszeichnung des MVP gewann. In der Folgesaison schraubte er die Rekordmarken für Punkte und Rebounds erneut in die Höhe. Als erster erzielte er mehr als 3000 Punkte. Die 2149 Rebounds der Saison 1960/61 sind noch heute Rekordwert. Am 24. November 1960 holte Chamberlain 55 Rebounds in einem Spiel, ebenfalls bis heute ein unerreichter Rekord.
In der Saison 1961/62 gelangen Chamberlain wiederum NBA-historische Leistungen. Er spielte alle Spiele bis auf eines komplett durch und hatte am Ende einen Minutenschnitt von 48,5 pro Spiel. In 45 der 80 Saisonspiele erzielte er mehr als 50 Punkte, am Ende der Saison hatte er einen Punkteschnitt von 50,4 Punkten pro Spiel. Insgesamt sammelte er in der Saison 1961/62 über 4000 Punkte. Bis heute erreichte außer Michael Jordan (1986/87) kein anderer Spieler überhaupt die 3000er-Marke.

#### 100 Punkte in einem Spiel
Am 2. März 1962 erzielte er in einem Spiel gegen die New York Knicks ganze 100 Punkte, ein in der NBA bis heute unerreichter Rekord. Wilt traf 36 von 63 Würfen. Er erzielte 41 Punkte in der ersten Halbzeit, 28 im dritten Viertel und weitere 31 im letzten Viertel. An diesem Tag war er sogar von der Freiwurflinie sicher und verwandelte 28 von 32 Freiwürfen. Bis auf Kobe Bryant am 22. Januar 2006 (81 Punkte) kam kein weiterer Spieler über die Marke von 75 Punkten in einem Spiel. Die Warriors gewannen das Spiel mit 169:147 und somit wurde für die meisten Punkte in einem Spiel (316) ein weiterer Rekord aufgestellt. Das Spiel wurde von der NBA zu einem der größten aller Zeiten erklärt. Chamberlain brach in der Saison 1961/62 noch weitere Punkterekorde, wovon fünf bis heute ungebrochen sind.
Lange Zeit fehlten Chamberlain die passenden Mitspieler, um die Dominanz der Boston Celtics zu brechen. Mehrfach traf Chamberlain mit seinen Teams in den Playoffs auf die Celtics, doch scheiterten sie jedes Mal. In der Saison 1966/67 hatten die Philadelphia 76ers, zu denen Chamberlain 1965 gewechselt war, endlich ein großartiges Team zusammen (unter anderen Chet Walker, Hal Greer, Billy Cunningham). Dieses Team gewann 45 der ersten 49 Saisonspiele und hatte am Ende eine Bilanz von 68:13. In den Finalspielen der Eastern Conference wurden die Celtics, die zuvor acht Jahre in Serie Meister waren, mit 4:1 geschlagen. Der Finalsieg über die San Francisco Warriors war reine Formsache, die Sixers und Chamberlain gewannen ihre erste Meisterschaft.
Die NBA rechnete mit einer Sixers-Dynastie, die auf die der Celtics folgen sollte. Doch Chamberlain überwarf sich mit dem Teambesitzer der Sixers, Irv Kosloff, und spielte in der Saison 1967/68 entsprechend lustlos. Dennoch wurde er zum dritten Mal in Folge zum MVP gewählt. In den Play-offs schied man trotz 3:1-Führung gegen die Celtics aus. Chamberlain verlangte, an ein anderes Team verkauft zu werden (Trade) und drohte andernfalls in die ABA zu wechseln. Am 9. Juli 1968 ging er zu den Los Angeles Lakers, die mit Elgin Baylor und Jerry West bereits zwei der besten Spieler der NBA in ihren Reihen hatten. Mit den Lakers erreichte er in den fünf Jahren, die er dort spielte, vier Mal die NBA Finals. Doch auch bei den Lakers gelang Chamberlain lange kein zweiter Titelgewinn. Erst nach zwei Finalniederlagen (gegen die Celtics 1969 und die Knicks 1970) gewannen die Lakers 1972 die Revanche gegen die Knicks. Nach dem Triumph über die Knicks wurde Chamberlain zum MVP der Finals gewählt. In dieser Saison gelangen 33 Auswärtssiege in Folge. Nach einer weiteren Saison, nachdem er mit den Lakers ein letztes Mal die NBA Finals erreichte, diese aber gegen die Knicks verlor, beendete Chamberlain, mittlerweile 36 Jahre alt, seine Laufbahn.
Chamberlain beendete seine NBA-Karriere als Rekordhalter bei Punkten (31.419, mittlerweile von James, Abdul-Jabbar, Malone, Jordan, Bryant, und Nowitzki überboten) und Rebounds (23.924, bis heute nicht überboten). Er führte die NBA sieben Mal im Scoring an (1960–1966) und punktete 118-mal mehr als 50 Punkte sowie 32-mal mehr als 60 Punkte und sechsmal mehr als 70 Punkte. Die Freiwurfquote seiner gesamten Karriere betrug 51,1 %, bei insgesamt 5.805 verfehlten Freiwürfen. In der Geschichte der NBA hat bislang kein Spieler mehr Versuche verfehlt. Wilt Chamberlain wurde in seiner Karriere insgesamt viermal zum MVP gewählt (1960, 1966, 1967, 1968). Außerdem wurde er siebenmal in das All-NBA First Team (1960, 1961, 1962, 1964, 1966, 1967, 1968) und zweimal (1972 und 1973) ins All-Defensive First Team berufen. In über 1.200 Spielen (Regular Season und Playoffs) beging er kein einziges Mal sechs persönliche Fouls. Sowohl bei den Kansas Jayhawks, den Harlem Globetrotters, den Warriors, den 76ers wie auch den Lakers ist seine Trikot-Nummer, die 13, zurückgezogen und wird nicht mehr vergeben. Seit dem 28. April 1979 ist er Mitglied der Naismith Memorial Basketball Hall of Fame.
15-mal erzielte er mindestens 65 Punkte. Der zweitplatzierte Spieler hat fünf solcher Spiele. In seinen ersten sieben Saisons gewann er den Scoringtitel. Elfmal war er bester Rebounder. Er ist der einzige Center, der mit 702 die meisten Assists in einer Saison zustellte (1967–68). 1961–62 spielte er 48.5 Minuten pro Spiel. Er wurde in 1.045 Spielen nie ausgefoult. 55 Rebounds sammelte er in einem Spiel ein. Er brach dabei den bisherigen Rekords seines Rivalen Bill Russell (51).
Ein weiterer Rekord besteht heute noch: 30-mal in Folge blieb seine Mannschaft ungeschlagen, wenn Wilt mindestens 20 Punkte erzielte und dabei mindestens 10 Rebounds sammelte (1966–68).
Chamberlain plante nach seiner aktiven Laufbahn eine Karriere als Trainer und bekam ein Angebot der San Diego Conquistadors aus der ABA. Er sollte als Spielertrainer fungieren; durch seinen laufenden Vertrag mit den Lakers wurde ihm eine Teilnahme als Spieler an ABA-Spielen allerdings gerichtlich untersagt. Nach einer Saison als Trainer bei den Conquistadors (1973/74) und einer Bilanz von 37:47 beendete Chamberlain seine Trainerlaufbahn. Anschließend versuchte er sich in verschiedenen Sportarten. Eine Zeit lang spielte er Beachvolleyball auf Weltklasseniveau. Außerdem spielte er Tennis und zeitweilig Polo. Noch mit über 60 lief er einen Marathon auf Hawaii.

## Tod
Wilt Chamberlain starb am 12. Oktober 1999 im Alter von 63 Jahren in seiner Villa in Bel Air an Herzversagen.

## Filmkarriere
Neben der Karriere als Basketballer versuchte sich Chamberlain auch als Schauspieler. Seine wohl bekannteste Rolle ist die des Bombaata in Conan der Zerstörer, wo er an der Seite von Arnold Schwarzenegger und André the Giant zu sehen war.

## Sonstiges
In der politischen Philosophie wurde er ohne eigenes Zutun Namensgeber des sogenannten Wilt-Chamberlain-Arguments. Der libertäre Philosoph Robert Nozick diskutierte in seinem Buch Anarchy, State and Utopia als Gedankenexperiment eine Gesellschaft, in der zahlreiche Menschen freiwillig Eintrittskarten zu Basketballspielen kaufen, um insbesondere Chamberlain spielen zu sehen und deshalb ein sehr geringer Beitrag des Eintrittspreises direkt an ihn geht. Dies führt zu dem Ergebnis, dass Chamberlain seinen persönlichen Reichtum anhäuft, der dann deutlich über das Gehalt anderer Spieler hinausgeht und damit in der Konsequenz egalitären Theorien widerspricht. Laut Nozick ist diese Vermögensverteilung trotz der damit verbundenen Ungleichheit gerecht, da sie auf der Freiwilligkeit der bezahlenden Zuschauer basiert. Nozick argumentiert, dass sich Sozialstaatsmodelle, die eine vorab als „gerecht“ empfundene Wohlstandsverteilung durch Redistribution erzielen wollen, ethisch nicht rechtfertigen ließen.